# Tramway de Kramatorsk
Le tramway de Kramatorsk était le réseau de tramways de la ville de Kramatorsk, en Ukraine. Le réseau était composé de trois lignes.
Le réseau, ouvert en 1937, a été fermé le 1er août 2017.

## Réseau actuel

### Aperçu général
Le réseau comptait 3 lignes :
| Linia | Trasa                   |
| ----- | ----------------------- |
| 2     | Біломорська − ЕМСС      |
| 3     | Біломорська − Аджарська |
| 5     | Біломорська − КЗМК      |